# Marina Știrbei

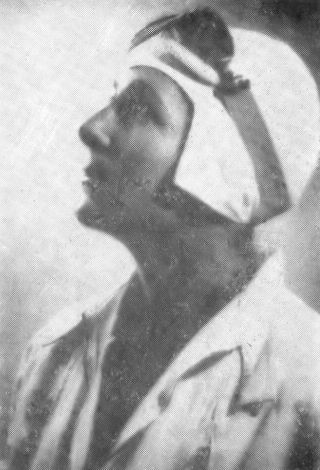
Marina Stirbei

Marina Știrbei (* 19. März 1912 in Wien; † 15. Juli 2001 in Bouloc) (auch „Prinzessin Marina Știrbei“) war eine österreichisch-rumänische Pilotin.

## Werdegang
Știrbei war die Tochter von Georg Știrbei und Elisabeth Bibescu. Zunächst war es ihr nicht möglich, die rumänische Pilotenschule zu besuchen. Erst im Jahre 1932 konnte sie mit dem Training unter der Fluglehrerin Ioana Cantacuzino beginnen und erhielt 1936 eine Pilotenlizenz. Im folgenden Jahr gewann sie einen Pilotenwettbewerb in Rumänien, flog als erste Pilotin von Bukarest nach Stockholm, über die Ostsee. Sie war zusammen mit anderen Pilotinnen wie Mariana Drăgescu und Nadia Russo Mitglied des rumänischen Roten Kreuzes und nahm schon 1938 an Militärübungen in der Region Galați teil. Sie konnte das Luftfahrtministerium davon überzeugen, ein reines Frauen-Geschwader namens „Weißes Geschwader“, analog zur finnischen Pilotinitiative für Frauen, bekannt als Lotta Svärd, aufzustellen. Dieses Geschwader flog Ärzte und Arzneimittel an die Front und repatriierte im Gegenzug von dort Verwundete. Das Geschwader mit insgesamt 10 Flugzeugen des polnischen Typs RWD-13 hatte seinen Standort in Baneasa und war auch an Rettungen von Verwundeten aus der Schlacht von Stalingrad beteiligt.
1964 konnte die Prinzessin Rumänien verlassen. Sie wohnte dann eine Zeit lang im Vereinigten Königreich, bevor sie nach Frankreich übersiedelte, wo sie auch starb. Știrbei war mit Konstantin Basarab Brâncoveanu verheiratet und Mutter zweier Kinder.